# お姐ちゃんお手やわらかに
『お姐ちゃんお手やわらかに』（おねえちゃんおてやわらかに）は、1975年4月26日に東宝系で公開された日本映画。東宝・ホリプロダクション（現・ホリプロ）提携作品。製作：ホリ企画制作。カラー。シネマスコープ。88分。

## 概要
「ホリプロダクション創立15周年記念映画」と銘打ち、当時日本テレビ系列で放送中のバラエティ番組『金曜10時!うわさのチャンネル!!』で、タレントとしても人気が出た和田アキ子を主演とした作品。世間知らずの箱入り娘が「実路組」に誘拐されるも、逆に「実路組」をけしかけ、その事件に失業者となった2人が巻き込まれるドタバタ。
監督はクレージー映画で御馴染みの坪島孝が担当した。
助演には喜劇には珍しいホリプロ所属の夏夕介、『うわさのチャンネル』で和田と共演したせんだみつお・ザ・デストロイヤー・ラビット関根（現：関根勤）、同じ日本テレビ系列のバラエティ『マチャアキのガンバレ9時まで!!』の堺正章と研ナオコ、そして、当時カラーテレビのCMに出演した坊屋三郎と、人気マジシャン・伊藤一葉で、劇中でも坊屋が外国人秘書に対し「あんた、発音駄目だね」と言ったり、伊藤が奇術の如く武器を取り出して、「この件について何かご質問は」と言うなど、御馴染みのギャグをかましている。極めつけは、同時上映『潮騒』に主演している山口百恵が、本人の役で出演、山口が東宝で脇役として出演するのは、この作品のみとなっている。

## スタッフ
- 製作：堀威夫、笹井英男
- 製作者補：金沢博
- 脚本：長野洋
- 撮影：市原廉至
- 照明：小島正七
- 録音：福島信雄
- 美術：竹中和雄
- 音楽：あかのたちお
- 編集：井上治
- 監督助手：小椋正彦
- 製作担当者：高橋憲三
- 監督：坪島孝

## 出演者
- 三角アキコ（主人公）：和田アキ子
- 吹花飛三：夏夕介
- 目茂豚松：鈴木ヒロミツ
- マサコ（豚松の妹）：森昌子
- 辺ナオコ：研ナオコ
- 実路仁義（「実路組」組長）：藤村有弘
- 代紋大政（「実路組」幹部）：砂塚秀夫
- 三角大五郎（「三角グループ」総帥。アキコの父）：多々良純
- 三角ヒス江（アキコの母）：塩沢とき
- 役座忠治：樋浦勉
- 必殺一発：小島三児
- チンピラ：てんつくてん
- 胴元：田畑善彦
- フルーツ・トラコン（中国の殺し屋）：堺正章
- ミストロイヤー（大男）：ザ・デストロイヤー
- ポテト・チップ（アラブの殺し屋）：松崎真
- 河野はじめ：阿部昇二
- 根野おわり：ラビット関根
- 寝古論太刑事：伊藤一葉
- 「三角不動産」社長：坊屋三郎
- 「三角不動産」総務部長：雪岡恵介
- 「三角不動産」秘書嬢：カーラ・オット
- バーの客：大泉滉
- バーテン：高松しげお
- ストリッパー：宝京子
- 二枚目の男：せんだみつお
- 映画監督：小林亜星
- カプリコーン：カプリコーン
- 山口百恵：山口百恵

## 同時上映
- 『潮騒』
  - 原作：三島由紀夫 / 脚本：須崎勝弥 / 監督：西河克己 / 主演：山口百恵、三浦友和